# M50 (astronomia)
M 50 (conosciuto anche come Messier 50 o NGC 2323) è un ammasso aperto visibile nella costellazione dell'Unicorno.
Fa parte del Catalogo di Messier, sebbene non sia comunque l'oggetto più luminoso della costellazione; in un cielo in condizioni perfette è al limite della visibilità ad occhio nudo.

## Osservazione

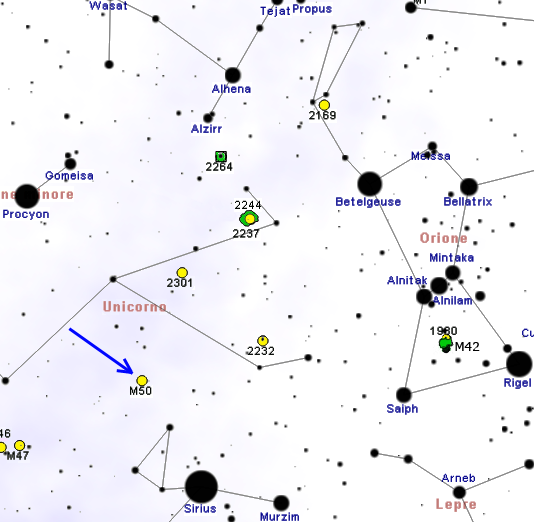
Mappa per individuare M50.

Si individua in una zona povera di stelle brillanti, sebbene molto ricca di piccoli addensamenti stellari e minute nebulose; lo si può raggiungere circa 7 gradi a nord della stella γ Canis Majoris, a sua volta vicina a Sirio, o alternativamente, a circa 1/3 della distanza fra Sirio e Procione, partendo dalla prima. Grazie alla sua grande vicinanza all'equatore celeste, è ben osservabile da tutte le aree popolate della Terra.
Un binocolo da 50mm di apertura è sufficiente per iniziare la risoluzione in stelle: si osservano una quindicina di componenti su un fondo che resta ancora nebuloso; la visione migliore si ha con piccoli telescopi amatoriali (da 90mm a 150mm), in cui si mostra completamente risolto, con una cinquantina di componenti comprese entro 10' di diametro. Con un 150mm si arriva a contare un'ottantina di stelle, fra le quali diverse disposte in coppia.

## Storia delle osservazioni
Fu scoperto probabilmente da Cassini prima del 1711 e poi indipendentemente riscoperto da Charles Messier nel 1772, che lo descrisse come un ammasso di piccole stelle; quest'ultimo lo individuò seguendo una cometa. Probabilmente però M50 potrebbe essere già stato individuato da Giovan Battista Hodierna, nel 1654.

## Caratteristiche
M50 si trova ad una distanza di circa 3000 anni luce dal Sole (le stime però non sono ancora precise). Ha un diametro angolare di 15x20, e quindi dovrebbe avere una dimensione lineare di circa 18 anni luce, ma la regione centrale ne misura solo 9.
Si stima che M50 possieda all'incirca 200 componenti. La stella più luminosa è di tipo spettrale B8 o B6 a seconda delle fonti.
Una bella caratteristica di questo ammasso è che a 7' a sud del centro si trova una gigante rossa di tipo M, che con il suo colore contrasta con le stelle bianche e azzurre nelle vicinanze. L'ammasso contiene anche alcune giganti gialle.
Ha un'età stimata in 78 milioni di anni.

### Libri
- (EN) Stephen James O'Meara, Deep Sky Companions: The Messier Objects, Cambridge University Press, 1998, ISBN 0-521-55332-6.

## Voci correlate

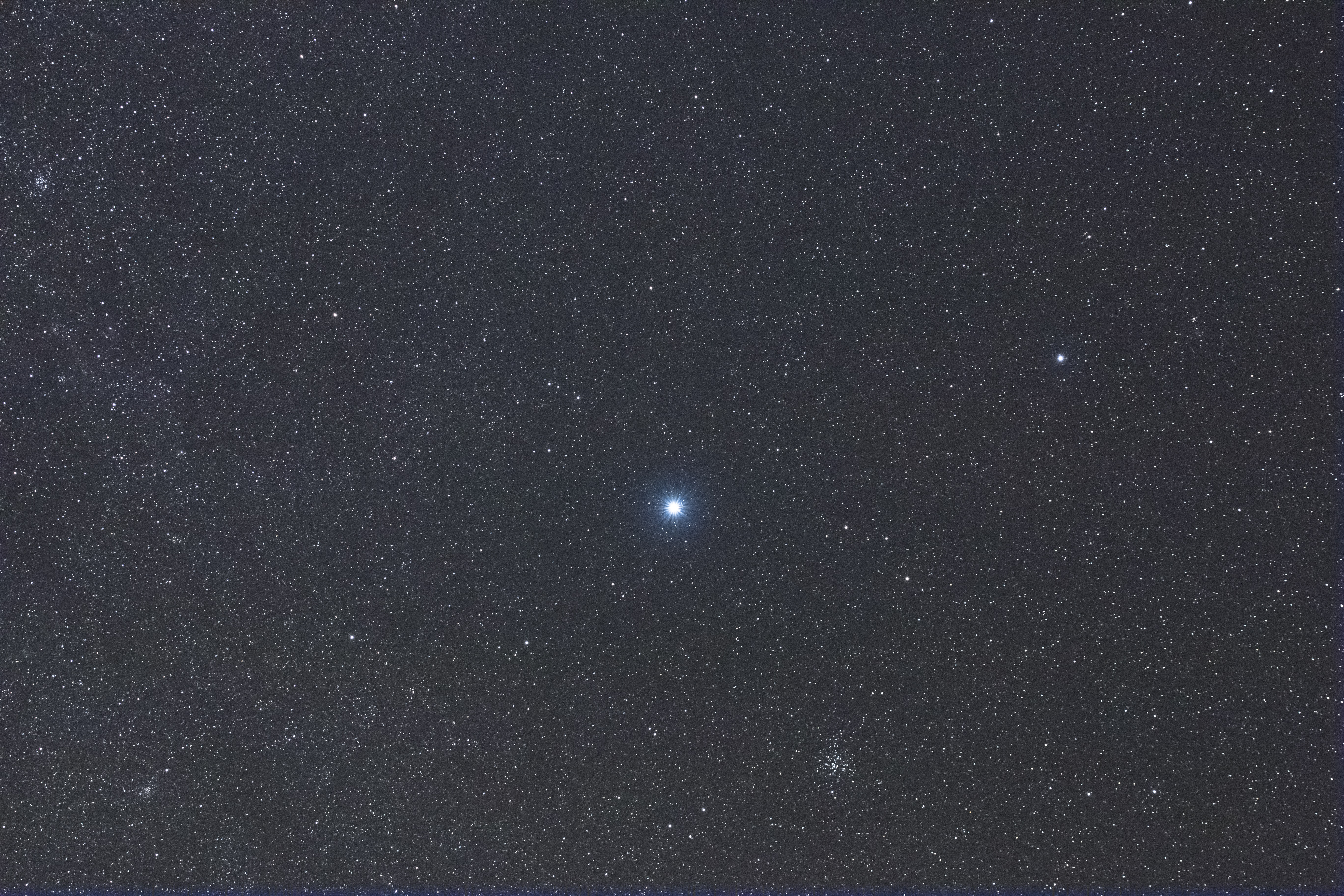
In questo campo stellare centrato sulla stella Sirio, M50 è visibile in prossimità dell'angolo superiore sinistro. Sono visibili anche altri ammassi stellari nell'immagine, il più evidente dei quali è M41, in basso al centro.

### Carte celesti
- Toshimi Taki, Taki's 8.5 Magnitude Star Atlas, su geocities.jp, 2005. URL consultato il 7 novembre 2010 (archiviato dall'url originale il 5 novembre 2018). - Atlante celeste liberamente scaricabile in formato PDF.
- Tirion, Rappaport, Lovi, Uranometria 2000.0 - Volume I - The Northern Hemisphere to -6°, Richmond, Virginia, USA, Willmann-Bell, inc., 1987, ISBN 0-943396-14-X.
- Tirion, Sinnott, Sky Atlas 2000.0, 2ª ed., Cambridge, USA, Cambridge University Press, 1998, ISBN 0-933346-90-5.
- Tirion, The Cambridge Star Atlas 2000.0, 3ª ed., Cambridge, USA, Cambridge University Press, 2001, ISBN 0-521-80084-6.